# José Leite Ribeiro
José Leite Ribeiro (Santa Eulalia de Barrosas, 15 de dezembro de 1728 - São João del-Rei, 24 de outubro de 1801) foi um influente minerador e produtor rural luso-brasileiro, notado por ter sido o patriarca de uma família "com grande acesso às instâncias de poder e de prestígio inconteste na sociedade", e que ocupava lugar destacado dentre a nobreza do Império do Brasil.
Tendo imigrado para o Brasil, foi galardoado Sargento-Mór e comendador e, juntamente com seus filhos, teve papel decisivo no desenvolvimento do Vale do Paraíba e da Zona da Mata mineira. Seus filhos são creditados por terem introduzido a cafeicultura no Estado do Rio de Janeiro.
Descrito como um "opulento minerador do Vale do Rio das Mortes", que em 1764 exercia o papel de Ministro da Ordem de São Francisco da Vila de São João del-Rei, que "reunia os poderosos da região", teve como sócios, em seus empreendimentos de mineração, o Capitão Manoel Leite de Freitas e o Tenente Joaquim do Rego Barros. Seu inventário teria atingido um valor de 20 contos de réis, o que provavelmente fez dele uma das grandes fortunas de seu tempo.
Além disso, foi membro da Junta da Real Fazenda e administrador do registro de Mar de Espanha, e participou da fundação de diversas cidades do Vale do Paraíba e da Zona da Mata mineira. Mais tarde, teve papel importante da construção da Estrada da Polícia, que ligava as Minas Gerais ao Rio de Janeiro e permitiu melhorar a fiscalização e reduzir o intenso contrabando de ouro e pedras preciosas que afetava o orçamento da Coroa.

## Família
Filho de Francisco Leite Ribeiro (n. 25 de novembro de 1691- 24 de fevereiro de 1742) e de Izabel Ferreira (19 de setembro de 1694 - 21 de julho de 1763), casou-se com Escolástica Maria de Jesus de Moraes (São João del-Rei, 22 de dezembro de 1745 - 25 de junho de 1823) em 9 de janeiro de 1764, na comarca de São João del-Rei, com quem teve numerosos filhos:
1. José Ferreira Leite (São João del Rei, 2 de dezembro de 1764-1783);[8]
2. Manoel Ferreira Leite (1766-1821), capitão;
3. Ana Maria de Jesus Leite Ribeiro (aprox. 1768-1783);[9]
4. João Ferreira Leite Ribeiro (1769-1840), padre, vereador e Juiz Municipal e de Órfãos de São João del-Rei, vigário da Basílica Menor de Nossa Senhora do Pilar de Ouro Preto, e pai do Visconde de Araxá,[1]
5. Joaquim Leite Ribeiro (1772-1809), sargento-mór,[6] avô por linha paterna do primeiro barão de Ribeiro de Almeira e bisavô de Antônio Leite Ribeiro de Almeida, presidente da província do Espírito Santo.
6. Antonio Leite Ribeiro (1773-1848); capitão;[10]
7. Maria Custódia da Assumpção Leite Ribeiro (1776-1820);
8. Francisco Leite Ribeiro (1780-1844), capitão de Ordenanças e comendador da Imperial Ordem da Rosa,[11] pai do barão de Itamarandiba e avô do barão de Santa Margarida e do barão de Vidal. Construiu a estrada do Couto, ligando suas propriedades em Mar de Espanha ao porto do Rio de Janeiro.[12]
9. Francisca Bernardina do Sacramento Leite Ribeiro (1781-1864), baronesa consorte de Itambé, e por sua vez mãe do barão de Vassouras e avó da viscondessa consorte de Taunay e de Eufrásia Teixeira Leite;[13]
10. Custódio Ferreira Leite (1782-1859), nomeado em 1855 barão de Aiuruoca;[1]
11. Tereza Leite Ribeiro (1784-);
12. Domingos Ferreira Leite (1784-1801);
13. Anastácio Leite Ribeiro, (1787-), capitão;
14. Floriano Leite Ribeiro (1790-1871), capitão;

Foi também bisavô dos irmãos barão do Amparo, barão do Rio Negro e visconde de Barra Mansa, e do coronel Carlos Leite Ribeiro (1858-1945), prefeito da cidade do Rio de Janeiro